# Sibylla Budd
Sibylla Budd es una actriz australiana conocida por haber interpretado a Gabrielle Kovich en la serie The Secret Life of Us.

## Biografía
Es hija de un consultor y de una patóloga, tiene un hermano mayor Alex Budd (un mánager) y dos hermanos menores Hamilton Budd y Henry Budd.
En 1999 se graduó del "Victorian College of the Arts".
Salió con el diseñador gráfico Gareth Davies.
Sibylla está casada con el cineasta Peter Carstairs, la pareja le dio la bienvenida a su primer hijo Albie Carstairs en el 2011. En marzo del 2015 la pareja le dio la bienvenida a su segundo hijo, Freddy Carstairs.

## Carrera
En 2001 se unió al elenco de la serie The Secret Life of Us donde interpretó a Gabrielle "Gaby" Kovich hasta 2003.
En 2007 apareció como personaje recurrente en la primera temporada de la serie Sea Patrol donde interpretó a la doctora Ursula Morrell, una bióloga marina.
En 2009 apareció como Kate en el comercial para el turismo de Australia "Come Walkabout" junto al actor Matthew Le Nevez, el cual fue dirigido por Baz Luhrmann.
En 2013 se unió al elenco de la tercera temporada de la serie Winners & Losers donde interpreta a la doctora Carla Hughes, la nueva jefa del servicio de urgencias del hospital Westmore, hasta ahora.

## Filmografía

### Series de televisión
| Año         | Título                         | Personaje           | Notas                                         |
| ----------- | ------------------------------ | ------------------- | --------------------------------------------- |
| 2018        | Picnic at Hanging Rock         | Mrs. Valange        | 4 episodios - minsierie                       |
| 2016        | Tomorrow, When the War Began   | Rachel              | 6 episodios                                   |
| 2013 - 2015 | Winners & Losers               | Dra. Carla Hughes   | 39 episodios                                  |
| 2014        | Rake                           | Mrs. Guilfoyle      | episodio # 3.7                                |
| 2014        | The Doctor Blake Mysteries     | Martha Harris       | episodio "A Foreign Field"                    |
| 2013        | Redfern Now                    | Detective Morris    | episodio "Babe In Arms"                       |
| 2013        | Miss Fisher's Murder Mysteries | Renee Fleuri        | episodio "Murder A La Mode"                   |
| 2013        | It's a Date                    | Imogen              | 2 episodios                                   |
| 2008        | Canal Road                     | Daina Connelly      | 10 episodios                                  |
| 2007        | Sea Patrol                     | Dra. Ursula Morrell | 6 episodios                                   |
| 2005 - 2006 | All Saints                     | Deanna Richardson   | 13 episodios                                  |
| 2003        | Kath & Kim                     | Lisa-Marie          | episodio "The Moon"                           |
| 2001 - 2003 | The Secret Life of Us          | Gabrielle Kovich    | 66 episodios                                  |
| 2001        | The Farm                       | Sam Cooper          | miniserie                                     |
| 2000        | Something in the Air           | Sharon              | episodio "We'll Talk About It in the Morning" |

### Películas
| Año  | Título                 | Personaje        | Notas |
| ---- | ---------------------- | ---------------- | --- |
| 2012 | Pause                  | -                | corto |
| 2007 | September              | Miss Gregory     | junto a Xavier Samuel, Mia Wasikowska, Kieran Darcy-Smith y Tara Morice                                               |
| 2006 | The Book of Revelation | Deborah          | junto a Greta Scacchi, Colin Friels, Deborah Mailman, Zoe Coyle y Nadine Garner                                       |
| 2006 | The Bet                | Tory             | junto a Matthew Newton, Aden Young, Roy Billing y Alyssa McClelland                                                   |
| 2001 | The Bank               | Michelle Roberts | junto a David Wenham, Anthony LaPaglia, Steve Rodgers y Mandy McElhinney                                              |
| 2001 | The Secret Life of Us  | Gabrielle Kovich | junto a Claudia Karvan, Deborah Mailman, Samuel Johnson, Abi Tucker, Joel Edgerton, Damian de Montemas y Tasma Walton |

### Documentales
| Año  | Título                      | Notas                                               |
| ---- | --------------------------- | --------------------------------------------------- |
| 2004 | The Secret Life of Tanzania | apareció en el documental - junto a Deborah Mailman |

### Teatro[6]
| Año  | Obra                  | Personaje | Director (a)     | Teatro              | Notas                                                                             |
| ---- | --------------------- | --------- | ---------------- | ------------------- | --------------------------------------------------------------------------------- |
| 2010 | Betrayal              | -         | Jon Halpin       | Cremorne Theatre    | junto a Paul Bishop y Hugh Parker                                                 |
| 2009 | The Lonesome West     | -         | Wesley Enoch     | Belvoir St. Theatre | junto a Travis Cotton, Ryan Johnson y Toby Schmitz                                |
| 2008 | Yibiyung              | -         | Wesley Enoch     | Beckett Theatre     | junto a Jimi Bani, Russell Dykstra, David Page y Miranda Tapsell                  |
| 2008 | Boeing-Boeing         | Gretchen  | Matthew Warchus  | Comedy Theatre      | junto a Helen Dallimore, Judi Farr, Rachel Gordon y Shaun Micallef                |
| 2006 | The Emperor of Sydney | Gillian   | David Berthold   | Stables Theatre     | junto a Alex Dimitriades, Jack Finsterer, Anita Hegh, Susie Porter y Toby Schmitz |
| 2005 | Ray's Tempest         | Isabel    | Richard Roxburgh | Belvoir St. Theatre | junto a Russell Dykstra, Anni Finsterer, Damon Gameau y Alyssa McClelland         |
| 2004 | The Memory of Water   | -         | Julian Meyrick   | -                   | junto a Nicholas Bell, Paul English, Debra Lawrance y Nicki Wendt                 |

## Premios y nominaciones
| Año  | Categoría               | Premio    | Película | Resultado |
| ---- | ----------------------- | --------- | -------- | --------- |
| 2007 | Best Supporting Actress | AFI Award | The Bet  | Nominada  |